# II. Arisztobulosz Makkabeus
II. Arisztobulosz Makkabeus (ógörögül: Ἀριστόβουλος, latinul: Aristobulus), (?, i. e. 100 – ?, i. e. 49) zsidó király a Makkabeus-dinasztiából i. e. 66-tól 63-ig.

## Uralkodása
Alexandrosz Janneosz Makkabeus és Alexandra Makkabeus kisebbik fia. Édesapja halála után (i. e. 76) nem közvetlenül bátyja, hanem édesanyja lépett a trónra, és csak az ő halála (i. e. 67) után lett II. Hürkanosz Makkabeus Judea királya. 1 évnyi uralkodás (i. e. 67-66) a király öccse, II. Arisztobulosz Makkabeus lett, Hürkanosz viszont továbbra is megtartotta a főpapi tisztséget. 
Hamarosan testvérháború robbant ki közöttük, amelyet az is erősített, hogy Hürkanosz a farizeusok, Arisztobulosz a saducceusok pártján állt. Végül a római Pompeius avatkozott be a két testvér közös kérésére, és lezárta a háborúskodást. Az ország urává Hürkanoszt tette főpapként (a királyi cím helyett fejedelemként). 
Arisztobuloszt Rómába vitte fogolyként, aki később ott is halt meg.
Fia, II. Antigonosz Makkabeus lett később a Makkabeusok családjából az utolsó uralkodó.